# Yūshō
Ne pas confondre avec la maladie de Yushō.
Un yūshō (優勝) désigne le gain d'un tournoi de sumo dans une des six divisions que comporte le sumo professionnel.
Lors de chaque honbasho, le lutteur qui a le plus de victoires dans sa division à la fin du tournoi est déclaré vainqueur. En cas d'égalité de victoires à la fin de la dernière journée du tournoi (千秋楽, senshûraku), un combat supplémentaire appelé kettei-sen (決定戦) est organisé entre les lutteurs ex æquo. Il y a donc six vainqueurs de yūshō par tournoi, un par division : en makuuchi, en jūryō, en makushita, en sandanme, en jonidan et en jonokuchi.
Un gain sans aucune défaite est appelé zenshō yūshō (全勝優勝). Il est rare que deux lutteurs soient invaincus le matin de la dernière journée, avant de s'affronter. Cela n'est arrivé que six fois en makuuchi depuis 1958, les trois dernières fois en septembre 1983 (Takanosato (en) contre Chiyonofuji), en juillet 2012 (Harumafuji contre Hakuhō) et en juillet 2021 (Terunofuji contre Hakuhō), dont deux fois sur les six entre un ōzeki et un yokozuna (Terunofuji devenant yokozuna au terme du tournoi en 2021 malgré sa défaite).
En août 2014, les récompenses pour un yūshō étaient de 10 millions de yens en makuuchi, 2 millions de yens en jūryō, 500 000 yens en makushita, 300 000 yens en sandanme, 200 000 yens en jonidan, 100 000 yens en jonokuchi.
Outre la récompense financière, le vainqueur dans la division makuuchi reçoit la Coupe de l'Empereur (賜杯, Shihai), ainsi que divers autres prix et trophées, dont la Coupe de l'amitié franco-japonaise (日仏友好杯), créée en 2000 par Jacques Chirac sous le nom de Coupe du Président de la République (フランス共和国大統領杯).
Kyokutenhō est devenu en 2012 le plus vieux lutteur à gagner un tournoi à l'âge de 37 ans et huit mois.